# Caesalpinia pulcherrima
Цезальпінія пульчеріма, «гордість Барбадосу», павича квітка, поінціана (Caesalpinia pulcherrima) — декоративна рослина родини бобові (Fabaceae).

## Будова

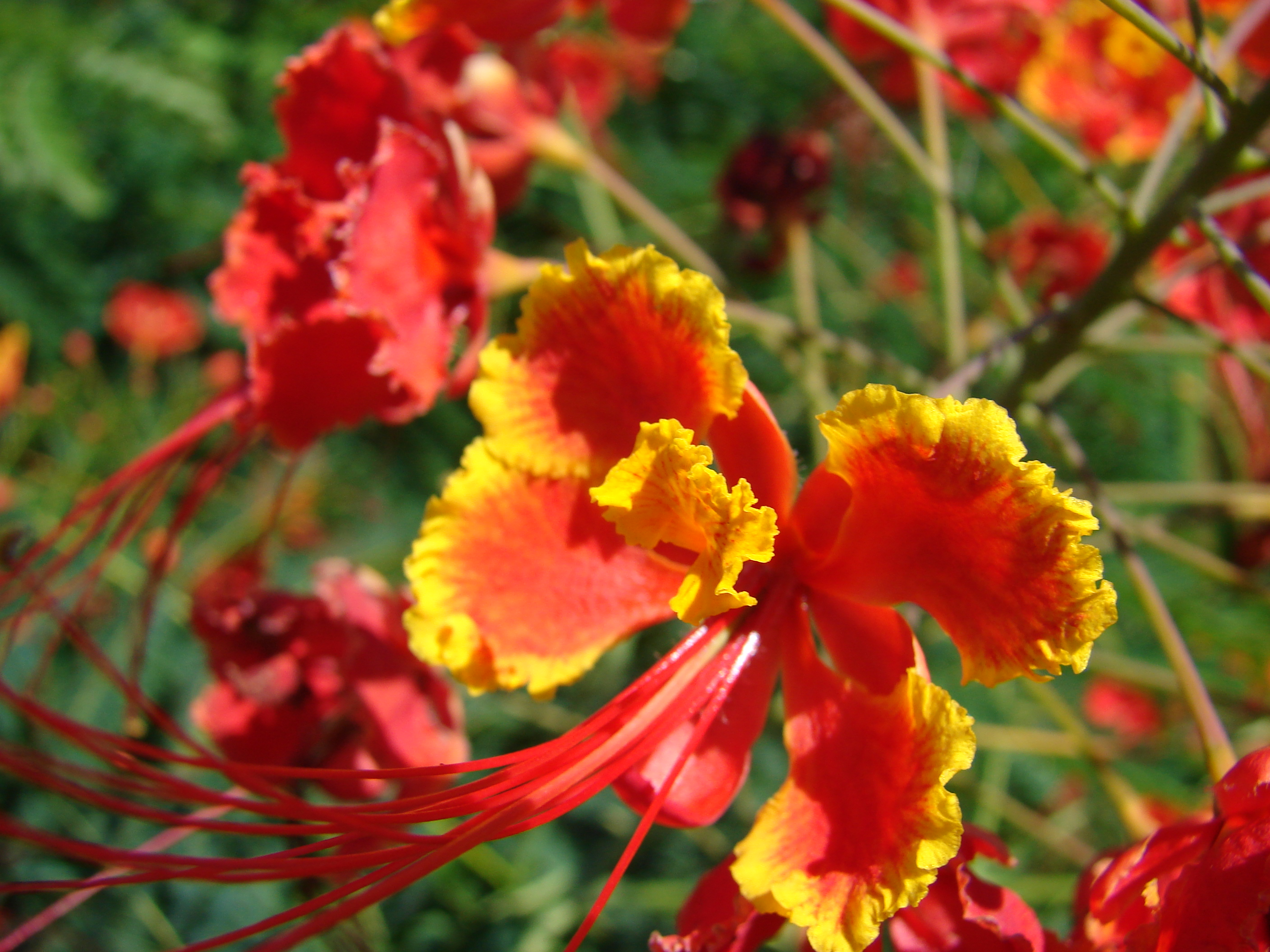
Квіти

Листопадний декоративний чагарник.

## Поширення та середовище існування
Походження рослини не визначено. Існує дві позиції науковців, що цельзальпінія — корінний мешканець тропічної Азії або Центральної Америки (Антильських островів). Останню більш ймовірне, оскільки мая та ацтеки використовували її у медичних цілях. Існує припущення, що між Азією та Америкою відбувалися контакти через океан і насіння рослини презентували як важливий подарунок або перевезли для продажу з одного континенту на інший.

## Практичне використання
Використався у народній медицині ацтеків і мая (проти гарячки, шкіряних та венеричних захворювань).
Цезальпінію пульчеріму легко вирощувати і вона має красиві декоративні квіти. У холодному кліматі вирощують як кімнатну рослину.

## Джерело
- Jiri Haager «House Plants» // Hamlyn, Prague, 1980 — p. 280 — P. 131